# Leusderkwartier
Het Leusderkwartier is een woonwijk in de stad Amersfoort, in de Nederlandse provincie Utrecht. De wijk kende in 2023 ongeveer 5.640 inwoners, verdeeld over 2619 woningen. De wijk ligt ten zuiden van de stadskern van Amersfoort en vormt samen met Vermeerkwartier de hoofdwijk Vermeer- en Leusderkwartier.
Het Vermeerkwartier, Bergkwartier en Leusderkwartier vormen samen de wijk Amersfoort-Zuid.
Het is een wijk die voor het grootste deel voor de Tweede Wereldoorlog werd gebouwd. Begin twintigste eeuw werden er huizen gebouwd in de zogenaamde 'Driehoek' tussen de Leusderweg en de huidige Kersenbaan, en later breidde de wijk zich richting het zuiden uit met karakteristieke jaren '30-woningen. 
De Leusderweg is de grootste winkelstraat van deze wijk, maar ook aan de Everard Meysterweg zijn winkels te vinden.
De wijk grenst aan bosrijke gebieden en in de wijk staan veel bomen. Vanuit de wijk zijn er meerdere mogelijkheden om op de A28 te komen.